# قله جنوبی اورست
قله جنوبی اورست دومین قله بلند جهان و در کنار قله اصلی اورست است. این قله با ارتفاع ۸٬۷۴۹ متر(۲۸٬۷۰۴ فوت) از دومین کوه بلند جهان یعنی k2 هم بلندتر است.ارتفاع نسبی این قله تنها ۱۱ متر است.

در ۱۹۶۵ یک زمین شناس هندی در سنگ آهک‌های صد متری بالای قله تعدادی فسیل نرم تنان دریایی را کشف نمود.
در سال ۱۹۸۷ این قله برای اولین بار بدون کپسول اکسیژن فتح شد.
در فاجعه ۱۹۹۶ کوه اورست ۸ نفر در این قله (۱۲ نفر در کل) جان خود را از دست دادند.